# Прогревочные обороты
Прогревочные обороты двигателя внутреннего сгорания — это система повышения оборотов холостого хода двигателя внутреннего сгорания для прогрева двигателя до рабочей температуры для случаев, когда это необходимо. 
Прогревочные обороты сильно зависят от температуры двигателя во время пуска. Если у двигателя рабочая температура, то обороты почти сразу после пуска снижаются до рабочих оборотов холостого хода. В среднем прогревочные обороты хорошо заметны для случаев, когда пусковая температура двигателя ниже нуля градусов Цельсия. Например, для -10 градусов прогревочные обороты могут в 2 раза превышать рабочие обороты холостого хода.
За работу прогревочных оборотов отвечает клапан холостого хода, устройство которого часто состоит не только из электрической составляющей, но и механической термозависимой пружины, которая "на холоде" приоткрывает клапан и увеличивает обороты. Температуру клапан холостого хода определяет по проходящей через него охлаждающей жидкости.
Увеличение оборотов для холодного двигателя необходимо потому, что от температуры двигателя сильно зависит вязкость моторного масла, при низкой температуре вязкость масла увеличивается и это создает дополнительную нагрузку на двигатель, эту нагрузку и компенсируют повышающиеся обороты холостого хода. Однако следует заметить, что компенсацией одного лишь сопротивления прокрутке прогревочная система не занимается, и главная её задача — это увеличение количества сжигаемой смеси с целью ускоренного прогрева двигателя до штатной температуры. Для этого подаваемый заряд смеси формируется значительно большим, чем потребовалось бы только для прокрутки холодного двигателя на оборотах холостого хода прогретого мотора, отсюда и рост оборотов двигателя. В случае неисправностей в системе прогревочных оборотов холостого хода машина глохнет сразу после запуска при низкой температуре, при этом при температуре около +20 градусов Цельсия такая поломка может быть незаметна.